# یاکا حبیشه
یاکا حبیشه (عربی: ياكا حبيشة؛ زادهٔ ۲۹ اوت ۱۹۸۶) بازیکن فوتبال اهل اسلوونی است.
از باشگاه‌هایی که در آن بازی کرده‌است می‌توان به باشگاه ورزشی الشمال اشاره کرد.
وی همچنین در تیم ملی فوتبال فلسطین بازی کرده‌است.